# БАТ-2
БАТ-2 — радянський шляхопрокладач на базі тягача МТ-Т. Розроблений в Харківському конструкторському бюро машинобудування. Випускався малою серією. Абревіатура БАТ розшифровується як  рос. «бульдозер на артиллерийском тягаче».

## Призначення
БАТ-2 призначений для механізації інженерних робіт при прокладанні колонних шляхів, підготовці і утриманню військових доріг:
- переміщення ґрунту при влаштуванні переходів через яри та рови;
- влаштування спусків до переправ;
- розчищення маршруту руху від чагарників, дерев, пеньків, снігу і каміння;
- влаштування проходів в завалах, в лісі і населених пунктах;
- укладки блоків дорожньо-мостових конструкцій;
- копання котлованів при самоокопуванні;
- влаштування проходів на місцевості, зараженій радіоактивними речовинами.

## Тактико-технічні характеристики
| Технічна продуктивність при прокладанні колонних шляхів, км/год:                                    |              |
| — по перетятій місцевості                                                                           | 6-8          |
| — в чагарниках                                                                                      | 2-3          |
| — по сніговій цілині                                                                                | 8-15         |
| — в лісових завалах                                                                                 | 0,2          |
| Технічна продуктивність при плануванні місцевості, влаштуванні спусків і засипанні воронок, м3 /год | 350-400      |
| Витрати пального, л:                                                                                |              |
| — на 100 км пробігу                                                                                 | 275-300      |
| — на 1 год роботи двигуна                                                                           | 80-100       |
| Маса, т                                                                                             | 39,7         |
| Обслуга, чол                                                                                        | 2+6          |
| Глибина рихлення, мм                                                                                | не менше 500 |
| Вантажопідйомність кранового обладнання, т                                                          | 2            |
| Паливний бак л.                                                                                     | 1746         |

## Загальна будова
Основними частинами шляхопрокладача є базова машина (виріб 454 або МТ-Т) та робоче обладнання.
В склад робочого обладнання входять:
- бульдозерне обладнання;
- розпушувальне обладнання;
- кранове обладнання;
- механізм відбору потужності;
- гідропривод;
- електрообладнання.

Бульдозерне обладнання призначене для пошарової розробки і переміщення ґрунту.
Бульдозерне обладнання розташовується в передній частині машини і складається з:
- обхоплювальної рами;
- штовхальної рами;
- відвал, в бульдозерному положенні — 4570 мм
- лижі;
- механізмів управління.

Розпушувальне обладнання призначене для розпушування твердих та мерзлих верхніх шарів ґрунту.
Воно встановлене в задній частині базової машини і складається з:
- робочого елемента;
- приводу переміщення.

Кранове обладнання призначене для механізації навантажувально-розвантажувальних робіт.
Основними частинами кранового обладнання є:
- опорно-поворотний пристрій;
- стріла, максимальний виліт — 7365 мм
- механізм повороту;
- вантажна лебідка, тягове зусилля 25 тс
- гідроциліндр зміни вильоту стріли;
- прилади безпеки;
- електрообладнання.

Гідропривід призначений для управління бульдозерним, розпушувальним та крановим обладнанням.
За допомогою гідропривода здійснюється:
- опускання та підіймання відвала;
- переведення бульдозерного, розпушувального обладнання та лижі в робоче чи транспортне положення;
- перекіс відвалу;
- фіксація крил відвала в різних робочих положеннях;
- підіймання чи опускання стріли;
- привод механізму повороту і вантажної лебідки кранового обладнання.

Електрообладнання призначене для дистанційного управління гідроприводом, для контролю рівня і температури робочої рідини та для забезпечення безпечної роботи механізмів.

## Застосування

### Снігопади
Для ліквідації наслідків хуртовини в січні 2016 року БАТ-2 ВМС ЗСУ використовувався в Одеській та Миколаївській областях, зокрема на трасі Одеса-Миколаїв, а також в Білгород-Дністровському та Болградському районах.
Під час сильних снігопадів на початку 2018 року для боротьби зі сніговими заметами в місті Сміла та околицях на допомогу місцевій дорожньо-експлуатаційній дільниці залучався військовий БАТ-2.
Під час сильних снігопадів в лютому 2021 року для боротьби зі сніговими заметами навчальний центр «Десна» залучав БАТ-2, від заметів розчищали шляхи до навколишніх сіл та під'їзд до інфраструктурних об'єктів.

### Пожежі
В квітні 2020 року до ліквідації пожежі у Чорнобильській зоні відчуження були залучені сили інженерних військ Збройних Сил України, в тому числі 7 броньованих шляхопрокладачів БАТ-2.
Під час масштабних пожеж на Луганщині у жовтні 2020 року, до гасіння пожеж було залучено важку інженерну техніку ЗСУ, зокрема 2 одиниці БАТ-2.

### Російсько-українська війна
В червні 2022 року 79-та окрема десантно-штурмова бригада артилерійським вогнем знищила російську машину БАТ-2. На початку вересня 2022 року в Харківській області ЗСУ захопили російський БАТ-2. Ще одну машину помітили знищеною на фронті біля Водяного в районі Вугледару в лютому 2024 року, як відзначають експерти, росіяни невдало застосовували її для розмінування (для цього вона не призначена і не оснащена).

## Галерея

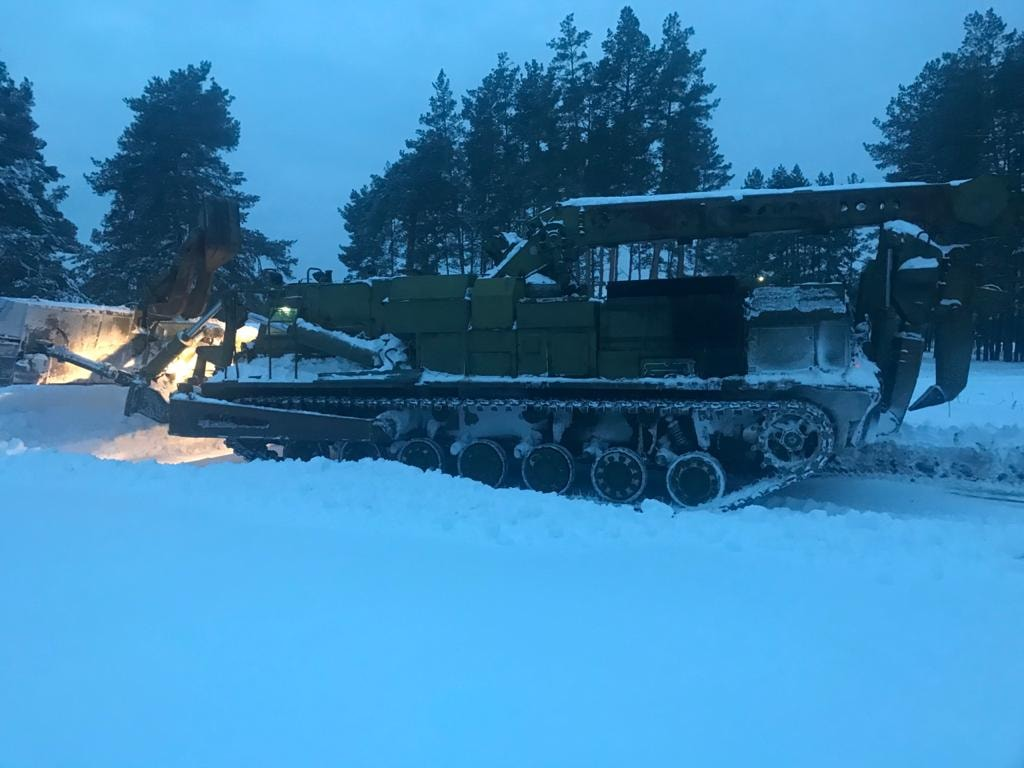
БАТ-2 розчищає шлях від заметів поблизу навчального центру "Десна", лютий 2021